# Фредериксен, Кирстин
Элисабет Кирстин Фредериксен (дат. Elisabeth Kirstine Frederiksen; 6 февраля 1845[…], Fuglsang Manor, Зеландия — 1 сентября 1903, Аллеганы) — датский педагог, писательница и активистка женского движения. Благодаря образовательным поездкам в США она стала основоположником визуальной педагогики в Дании, опубликовав работу «Визуальное обучение: руководство для учителей» (дат. Anskuelsesundervisning, Haandbog for Lærere) в 1889 году. Она также активно участвовала в женском движении, возглавляя Ассоциацию женщин-читательниц (дат. Kvindelig Læseforening) с 1875 по 1879 год и Датское женское общество (дат. Dansk Kvindesamfund) с 1887 по 1894 год.

## Биография
Элисабет Кирстин Фредериксен родилась 6 февраля 1845 года в поместье Фугльсанг на датском острове Лолланн. Она была старшей дочерью преуспевающего помещика и фермера Йоханнеса Дитлева Фридерихсена (1791—1861) и Марии Хансен (1811—1901). В 1870 году Кирстин отправилась в Лондон, а в 1872 году — в Италию и Швейцарию, после чего поселилась в Копенгагене, где стала активно поддерживала движение за права женщин, возглавляя Ассоциацию женщин-читательниц. В возрасте 33 года она начала изучать стенографию, став первой женщиной в Дании, сдавшей по ней квалификационный экзамен в 1878 году. Однако как женщине ей было отказано в должности стенографистки в Ригсдаге. В 1879 году, получив квалификацию учителя, Фредериксен получила назначение в государственную школу. Помимо преподавания в государственной школе Фредериксберга (1879—1895), с 1882 по 1844 год она читала курс по педагогике в школе Н. Захле в Копенгагене.
Хотя Фредериксен не училась в университете, в 1891 году она получила золотую медаль Копенгагенского университета за свою диссертацию по педагогике под названием «De vigtigste almene Love for Opdragelsen, som lader sig udlede af den nyere Psykologi og Etik», которая так и не была опубликована. Публиковаться же она начала ещё в 1880-х годах, когда её критические статьи выходили в таких журналах, как «Vor Ungdom», и написала книги по методам преподавания, такие как «Преподавание искусств» (дат. Anskuelsesundervisning, 1889), «Жизнь души ребёнка» (дат. Barnets Sjæleliv, 1890) и «Американские педагогические эксперименты» (дат. Amerikanske Undervisnings-Eksperimenter, 1896). Исходя из своих наблюдений в США и Германии она предложила, чтобы в первые годы образования детей в школе детей поощряли учиться на основе их чувств обоняния, вкуса, зрения и осязания, а не на чтении книг.
Что касается её борьбы прав женщин, то она возглавляла Ассоциацию женщин-читательниц с 1875 по 1879 год, выступая с лекциями о добровольном вкладе английских женщин в развитие общества в 1875 году и пытаясь сделать эту ассоциацию более подходящей для нужд студентов университетов. Затем она стала одним из самых эффективных лидеров Датского женского общества, возглавляя его с 1887 по 1894 год, в который у неё начались серьёзные проблемы со здоровьем.
В 1903 году Фредериксен отправилась в США вместе со своей подругой Августой Фенгер. 31 августа 1903 года она умерла во время пребывания в горах Аллеганы.